# 재키 (영화)
《재키》(Jackie)는 2016년에 제작된 미국의 전기 영화, 드라마 영화이다. 파블로 라레인이 감독을 맡았으며, 노아 오펜하임이 각본을 맡았다. 나탈리 포트만은 본 작품에서 미국의 영부인 재클린 캐네디를 연기했다. 제73회 베니스 영화제 황금사자상 경쟁 부문 후보였다.

## 줄거리
영화 '재키'는 존 F. 케네디 대통령 암살 직후, 영부인 재클린 케네디의 삶을 조명한다. 암살 일주일 후, 재클린은 기자와 만나 인터뷰를 진행하며 그녀의 회상을 통해 이야기가 전개된다. 그녀는 남편과의 행복했던 백악관 시절을 떠올리는 한편, 갑작스러운 남편의 죽음에 대한 충격과 슬픔을 생생하게 묘사한다.
영화는 대통령 암살 직후, 혼란에 빠진 재클린을 중심으로 흘러간다. 그녀는 남편의 장례식을 계획하고, 아이들의 미래를 걱정하며, 정신적인 고통에 힘들어한다. 그녀를 위로하는 남편의 동생 로버트 케네디와 린든 B. 존슨 부부의 모습이 함께 그려진다. 또한, 그녀는 수면 장애와 약물, 술에 의존하는 모습을 보이며, 종교적인 상담을 통해 마음의 안정을 찾으려 노력한다.
재클린은 암살범 리 하비 오스왈드가 살해당했다는 소식을 뒤늦게 접하고 분노하며, 로버트에게 진실을 숨긴 것에 대한 배신감을 느낀다. 이후, 그녀는 남편의 죽음에 대한 죄책감과 고통스러운 기억에 시달리며, 자살을 생각하기도 한다. 하지만 결국 그녀는 자신의 방식으로 슬픔을 극복해 나아가기로 결심한다.
인터뷰가 끝날 무렵, 재클린은 인터뷰 내용의 편집 권한을 주장하며, 자신의 이야기를 통제하려 한다. 영화는 그녀가 유산한 아이들의 관이 남편의 옆에 안장되는 장면으로 마무리되며, 슬픔을 딛고 일어서려는 그녀의 의지를 보여준다. 영화는 단순히 비극적인 사건을 재현하는 것이 아니라, 재클린 케네디라는 한 여성의 내면과 그녀가 겪는 심리적 변화를 세밀하게 묘사하고 있다.

## 출연
- 나탈리 포트먼 - 재클린 "재키" 케네디 역
- 피터 사즈가드 - 로버트 F. 케네디 역
- 그레타 거윅 - 낸시 터커먼 역
- 빌리 크루덥 - 기자 역
- 존 허트 - 사제 역
- 맥스 커셀라 - 잭 벌렌티 역
- 베스 그랜트 - 클로디아 "레이디 버드" 존슨 역
- 리처드 E. 그랜트 - 윌리엄 월턴 역
- 카스파르 필리프손 - 존 F. 케네디 역
- 존 캐럴 린치 - 린든 B. 존슨 역
- 줄리 저드 - 에설 케네디 역
- 서니 펠런트 - 캐럴라인 케네디 역
- 브로디 와인버그 / 에이든 와인버그 - 존 F. 케네디 주니어 역
- 마틸드 리플리 - 조앤 베넷 케네디 역
- 바버라 폴리엇 - 팻 케네디 역
- 올베인 벤조 - 피터 로퍼드 역
- 데이비드 더보이 - 존 메츨러 역
- 패트릭 해멀 - 사전트 슈라이버 역
- 프레데리크 애들러 - 유니스 케네디 슈라이버 역
- 스테판 혼 - 찰스 콜링우드 역
- 세라 버헤이건 - 메리 버렐리 갤러거 역
- 조지 글렌 - 로즈 케네디 역
- 롤랑 피두 - 파블로 카살스 역
- 윌리엄 보 달베나 - 휴 D. 오친클로스 역
- 니콜라 기구 - 제임스 C. 오친클로스 역
- 데이비드 프리스먼 - 잭 브룩스 역
- 에리크 수벨레 - 벤저민 브래들리 역
- 크레이그 세클러 - 존 코널리 역
- 이매뉴얼 허로 - 로버트 맥나마라 역
- 세르주 온테니엔티 - 샤를 드골 역
- 리베카 콤프턴 - 넬리 코널리 역
- 데이비드 케이브스 - 클린트 힐 역

## 기타
- 라인프로듀서: 테디 우
- 라인프로듀서: 서지 카토와르
- 라인프로듀서: 마샤 L. 스윈튼
- 사운드디자인: 데이빗 미란다-하디
- 미술: 진 라바세
- 세트: 베로니크 멜러리
- 특수효과: 행크 애터버리
- 시각효과: 세바스쳔 레임
- 분장: 사라이 피젤
- 분장: 오딜 포퀸
- 의상: 매들린 폰테인
- 배역: 린지 그레이엄
- 배역: 마틸드 스노드그라스
- 배역: 마리 베뉴
- 배역: 제시카 켈리